# Kentucky
Pour les articles homonymes, voir Kentucky (homonymie).
Le Kentucky (/kɑ̃n̪.ty'ki/ ou /kɛn̪.tə'ki/; prononcé en anglais /kənˈtʌki/), officiellement le Commonwealth du Kentucky, est un État des États-Unis, à la limite du Midwest et du Sud profond. Il est bordé au nord par l'Illinois, l'Indiana et l'Ohio, à l'est par la Virginie-Occidentale et la Virginie, au sud par le Tennessee et à l'ouest par le Missouri.
Faisant initialement partie de la Virginie, le Kentucky devient en 1792 le 15e État à rejoindre l'Union. Il est le 37e État par sa superficie et le 26e État par sa population parmi les 50 États américains.
Le Kentucky est connu comme le « Bluegrass State » (État de l'herbe bleue), un surnom dû à l'« herbe bleue » que l'on trouve dans de nombreux pâturages de son sol fertile. Une des principales régions du Kentucky est la Bluegrass region, dans le centre de l'État, où se trouvent les deux principales villes, Louisville et Lexington. Le Kentucky présente divers environnements et d'abondantes ressources dont le plus long réseau de grottes du monde au parc national de Mammoth Cave, le plus long système de voies navigables des États-Unis contigus et les deux plus grand lacs artificiels à l'est du Mississippi.
Le Kentucky est aussi connu pour ses courses de chevaux, ses distilleries de bourbon, son charbon, son tabac, sa construction automobile, la musique bluegrass, le basket universitaire et la société Kentucky Fried Chicken.

## Origine du nom
Le nom Kentucky est d'origine amérindienne et a été attribué à différentes langues, avec plusieurs significations possibles. L'une d'elles est le mot iroquois « Ken-tah-ten » signifiant « terre de demain » ; une autre traduction proposée par Auguste Levasseur serait « rivière de sang ». D'après Peter Levenda, le premier nom proposé pour ce Commonwealth fut « Transylvania » signifiant, comme son homonyme européen, « au-delà des forêts ».

## Histoire

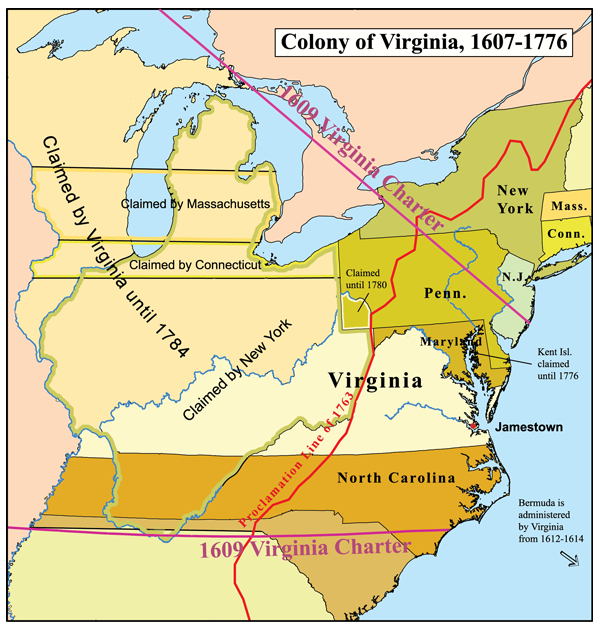
Carte de la colonie de Virginie au XVIII (incluant les territoires actuels du Kentucky, de Virginie et de Virginie-Occidentale).

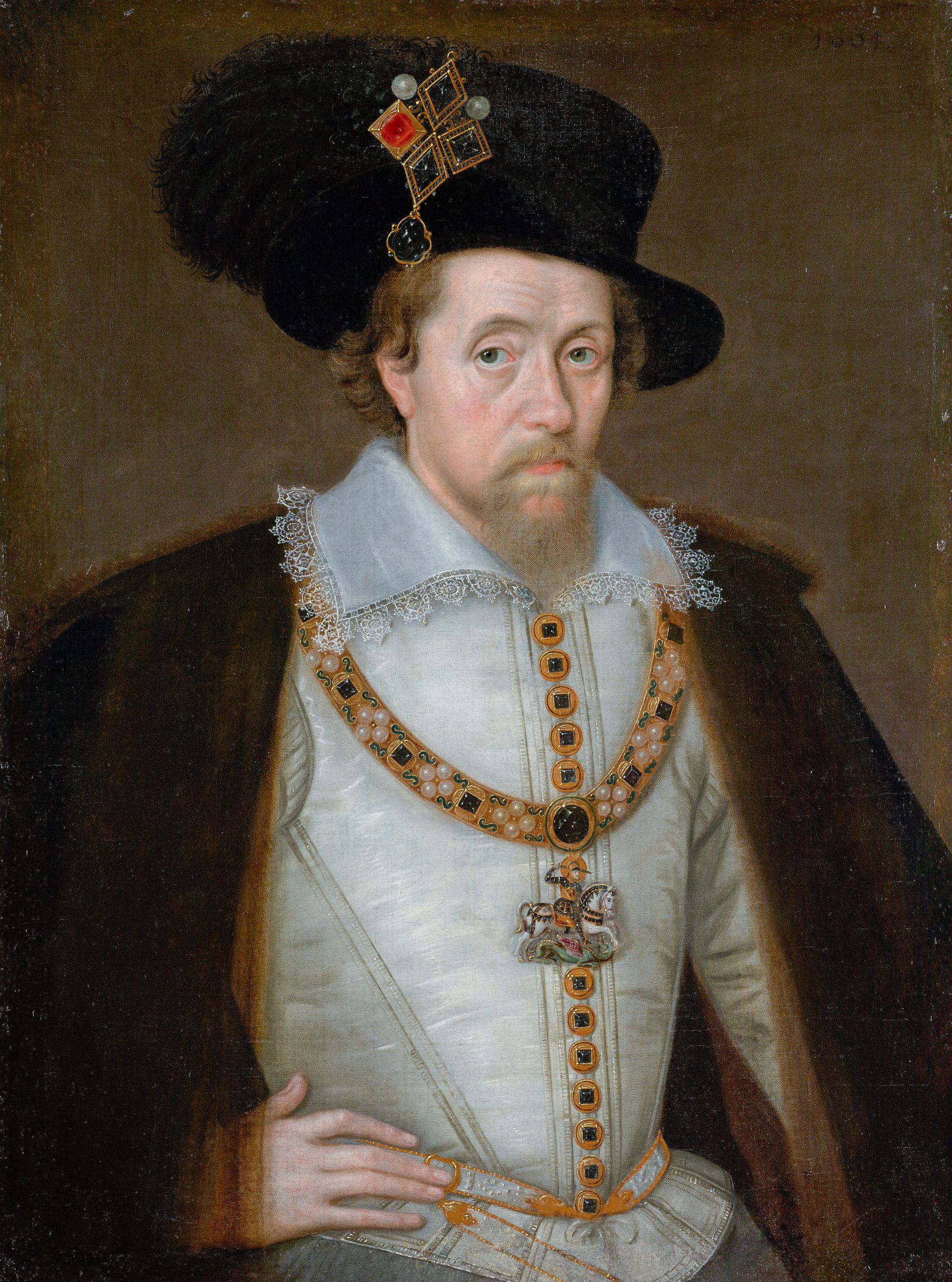
Jacques Ier

Selon une charte royale signée par Jacques Ier en 1609, ce qui allait bien plus tard devenir le Kentucky était attribué à la colonie de Virginie. Toutefois, en 1750, il s'agissait encore d'un territoire largement inconnu lorsqu'on entreprit de l'explorer et d'y rechercher des terres propices à la colonisation. Le nombre d'Indiens présents dans le Kentucky était assez faible : il s'agissait essentiellement d'un terrain de chasse pour les Chaouanons et les Cherokees. Les Iroquois affichaient également leur prétention sur le territoire mais les abandonnèrent aux Anglais par le Traité de Fort Stanwix, en 1768. En 1764, John Finley effectue la toute première exploration du Kentucky. Il convainc dès 1766 Daniel Boone d'y organiser d'autres expéditions. En 1775, Daniel Boone, devenu une figure américaine légendaire, trace une piste par laquelle peuvent passer les colons, le Wilderness Road. Cependant, les Shawnee et les Cherokee, qui n'ont pas signé le traité de Stanwix, considèrent toujours la zone comme leur réserve de chasse. Des guerres ont lieu dans les années 1770 entre colons et Indiens. Lorsque la guerre d'indépendance des États-Unis éclate, ils peuvent s'allier aux Anglais.
Après la guerre, les habitants du Kentucky demandent leur indépendance à la Virginie dont ils sont séparés par des montagnes, et qui ne leur a pas porté secours durant les hostilités. En 1792 finalement, le Kentucky devient quinzième État de l'Union, et le premier à l'ouest des Appalaches.
Le Kentucky présente quelques différences avec les États du Sud profond. Il fut un État esclavagiste, mais l'esclavage y fut moins important qu'ailleurs dans le sud, du fait notamment de la faiblesse de la culture du coton.
Pendant la guerre de Sécession, le Kentucky se déclara neutre et continua à affirmer sa neutralité tout au long de la guerre. 

Cependant, tout comme au Missouri, une faction pro-sécessionniste proclama un gouvernement confédéré, alors même que ces deux États étaient revendiqués par le gouvernement de l'Union. Jamais la Confédération ne prit réellement le contrôle de l'État. Malgré sa neutralité proclamée, cet État-frontière fut par la suite le théâtre d'importants affrontements entre troupes de l'Union et de la Confédération.
Le 6 janvier 1920, sous la pression des associations de suffragettes - notamment la National American Woman Suffrage Association, au sein de laquelle milite très activement notamment Madeline McDowell Breckinridge - le dix-neuvième amendement à la Constitution des États-Unis est ratifié au Kentucky. Breckinridge est nommée l'une des Kentucky Women Remembered (en) en 1996.

## Géographie

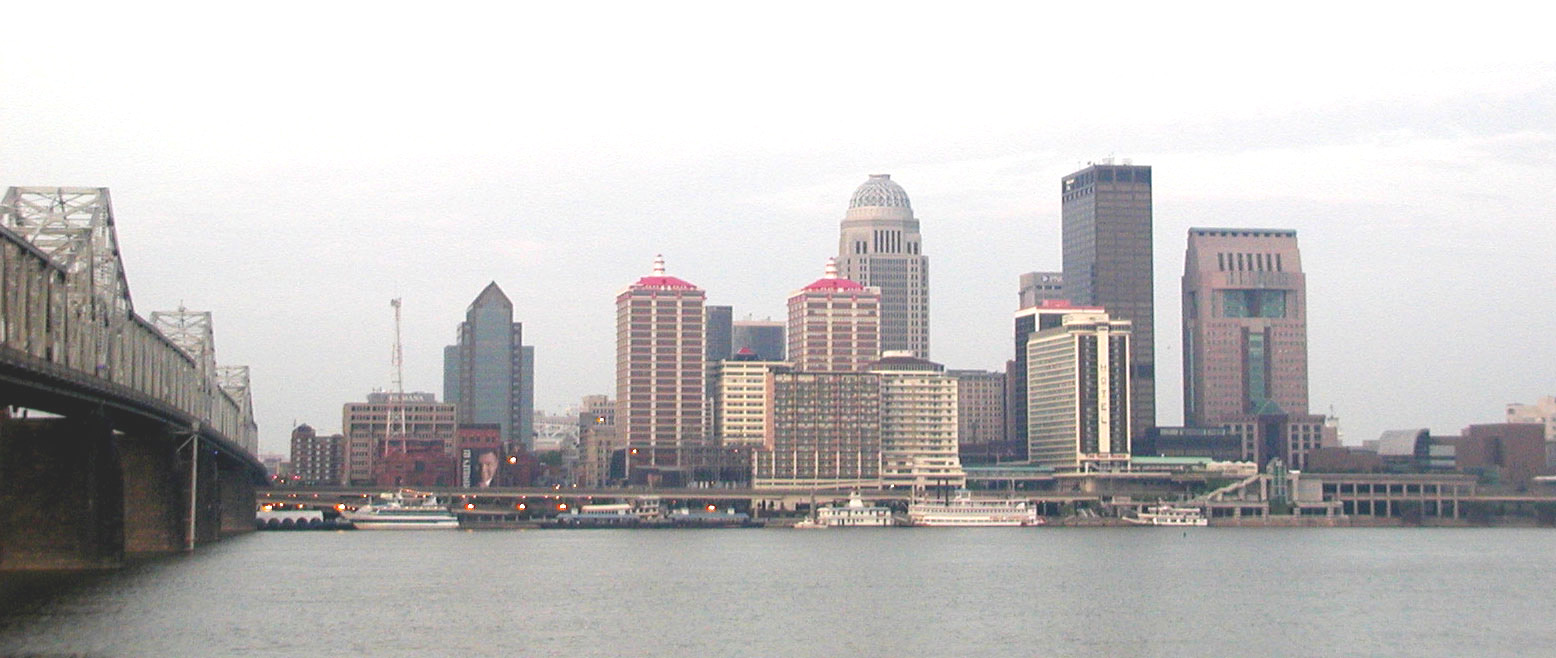
Louisville, sur l'Indiana.

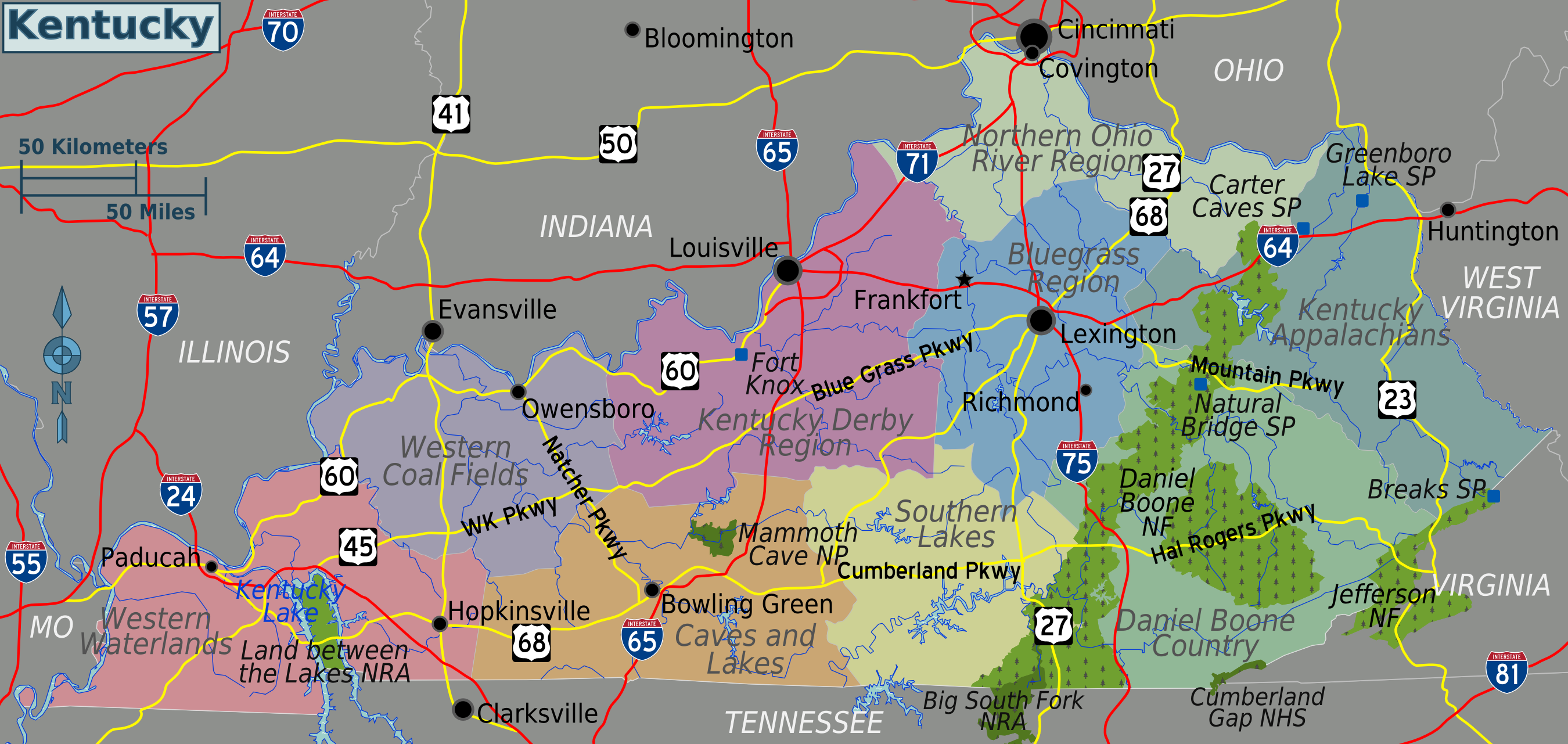
Carte de l'État du Kentucky.

Le Kentucky se trouve directement à l'ouest des Appalaches. Situé juste au sud de la rivière Ohio, le Kentucky est à la limite entre les États du Nord et les États du Sud mais, du fait de son histoire, son passé esclavagiste notamment, il appartient plutôt aux États du Sud.
Le Kentucky s'étend sur 610 km d'est en ouest et de 260 km du nord au sud sur sa plus grande largeur, il compte un peu plus de 4 millions d'habitants répartis sur un peu plus de 100 000 km2.
Il n'y a pas de hautes montagnes dans le Kentucky, mais le relief est assez marqué dans l'est de l'État. Il représente en effet l'extrémité ouest du vaste système des Appalaches, qui sépare l'intérieur américain des États de la côte Atlantique. Plus précisément, le point culminant du Kentucky, le Black Mountain, d'une altitude de 1 263 m, appartient aux monts du Cumberland. Toutefois, cette chaîne se trouve en grande partie sur l'État voisin de Virginie. L'est du Kentucky est donc occupé pour l'essentiel par le plateau de Cumberland, prolongement des montagnes Cumberland. L'altitude y décroit à mesure que l'on avance vers l'ouest. Toute cette partie est de l'État est appelée Eastern Coal Field (en) car on y trouve d'importantes mines de charbon mais pas de ville majeure. Le dynamisme démographique y est faible.
Au nord-ouest du plateau de Cumberland se trouve le Bluegrass, région de petites collines. C'est la région la plus dense et la plus dynamique de l'État, celle où se trouvent les villes les plus peuplées et où la population augmente le plus rapidement. Le Bluegrass est séparé des États de l'Ohio et de l'Indiana par l'Ohio, affluent du Mississippi et voie de communication majeure. C'est sur les bords de cette rivière que se trouve Louisville, la ville la plus peuplée de l'État.
Dans le reste de l'État, à l'ouest et au sud-ouest du Bluegrass, la densité de population est faible. Il s'agit de régions rurales. On y trouve également des mines de charbon et diverses industries. Là encore, plusieurs villes, qui sont toutefois de taille modeste, se trouvent sur les bords de l'Ohio.

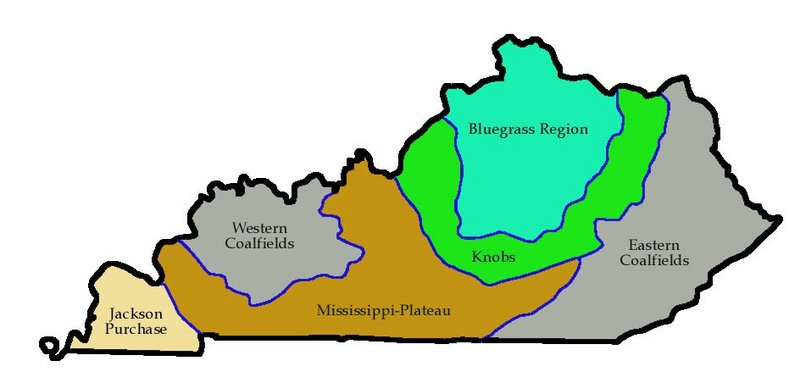
Les grandes régions du Kentucky.
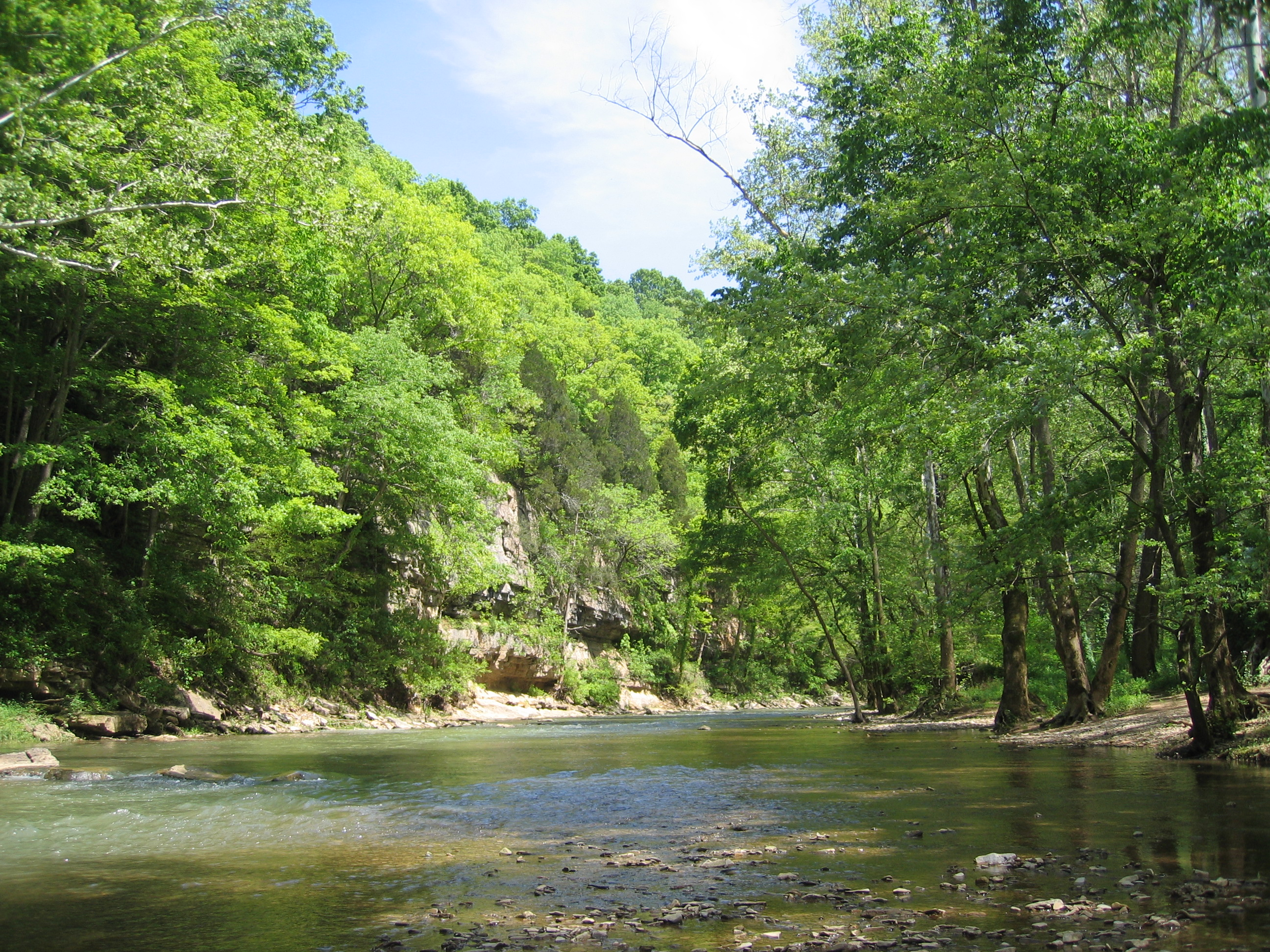
Otter Creek Outdoor Recreation Area.

## Parcs nationaux

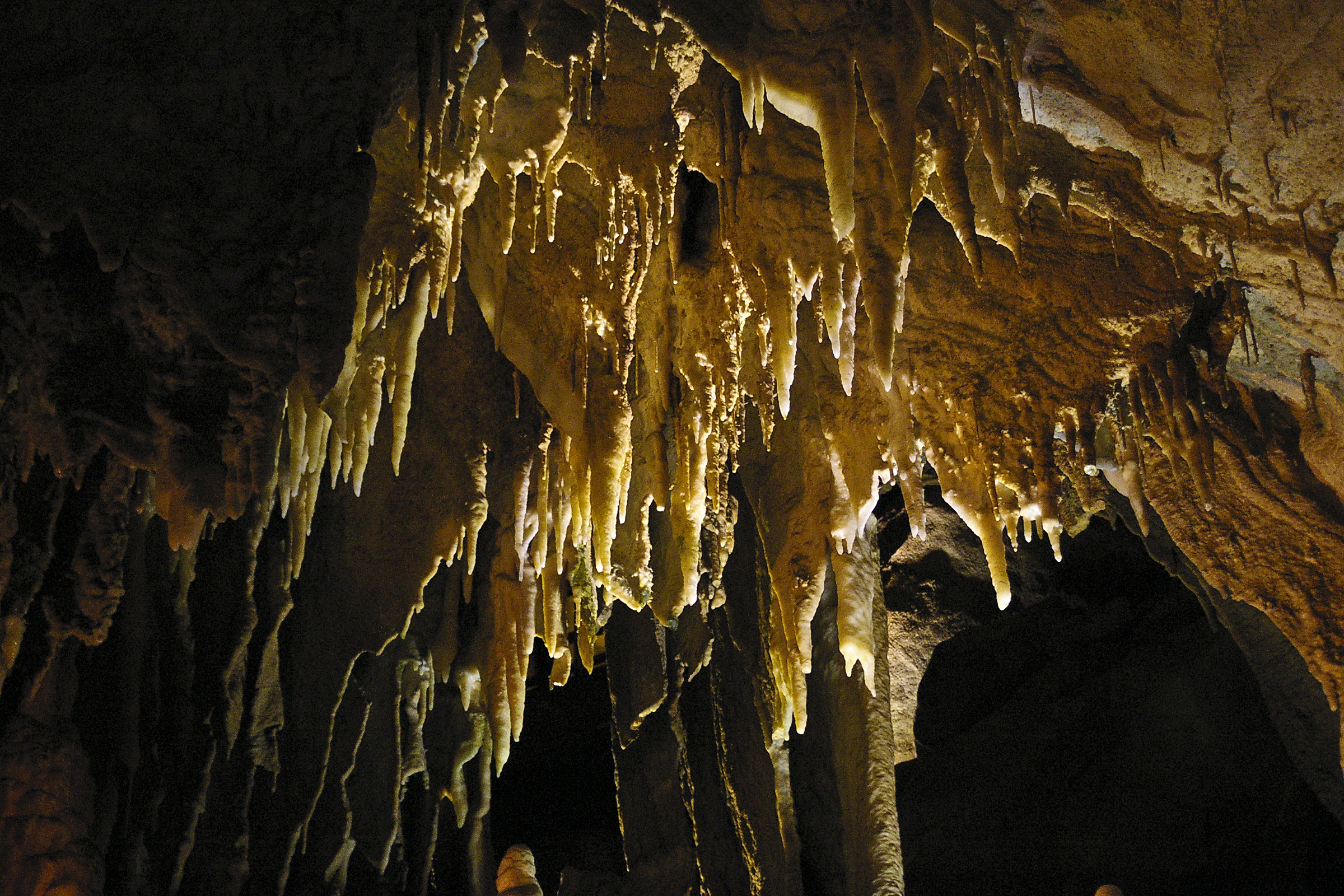
Le parc national de Mammoth Cave.

Le National Park Service gère six sites au Kentucky :
- Abraham Lincoln Birthplace National Historical Park
- Big South Fork National River and Recreation Area
- Cumberland Gap National Historical Park
- Fort Donelson National Battlefield
- Parc national de Mammoth Cave
- Piste des Larmes

## Subdivisions administratives

### Comtés
L'État du Kentucky est divisé en 120 comtés.

### Agglomérations

#### Aires métropolitaines et micropolitaines
Le Bureau de la gestion et du budget a défini neuf aires métropolitaines et seize aires micropolitaines dans ou en partie dans l'État du Kentucky.
| Zone urbaine                       | Population (2010)   | Population (2013)   | Variation (2010-2013) | Rang national (2013) |
| ---------------------------------- | ------------------- | ------------------- | --------------------- | -------------------- |
| Louisville/Jefferson County, KY-IN | 959 091 (1 235 708) | 982 164 (1 262 261) | 2,4 % (2,2 %)         | (43)                 |
| Lexington-Fayette, KY              | 472 099             | 489 435             | 3,7 %                 | 107                  |
| Cincinnati, OH-KY-IN               | 425 483 (2 114 580) | 434 788 (2 137 406) | 2,2 % (1,1 %)         | (28)                 |
| Bowling Green, KY                  | 158 599             | 163 536             | 3,1 %                 | 249                  |
| Elizabethtown-Fort Knox, KY        | 148 338             | 151 465             | 2,1 %                 | 267                  |
| Owensboro, KY                      | 114 752             | 116 401             | 1,4 %                 | 329                  |
| Clarksville, TN-KY                 | 88 294 (260 625)    | 88 460 (272 579)    | 0,2 % (4,6 %)         | (170)                |
| Huntington-Ashland, WV-KY-OH       | 86 452 (364 908)    | 85 405 (364 101)    | -1,2 % (-0,2 %)       | (144)                |
| Evansville, IN-KY                  | 46 250 (311 552)    | 46 347 (314 280)    | 0,2 % (0,9 %)         | (156)                |

| Zone urbaine       | Population (2010) | Population (2013) | Variation (2010-2013) | Rang national (2013) |
| ------------------ | ----------------- | ----------------- | --------------------- | -------------------- |
| London, KY         | 126 369           | 127 119           | 0,6 %                 | 12                   |
| Richmond-Berea, KY | 99 972            | 102 283           | 2,3 %                 | 27                   |
| Paducah, KY-IL     | 83 333 (98 762)   | 83 064 (98 137)   | -0,3 % (-0,6 %)       | (33)                 |
| Frankfort, KY      | 70 706            | 71 459            | 1,1 %                 | 93                   |
| Somerset, KY       | 63 063            | 63 907            | 1,3 %                 | 127                  |
| Danville, KY       | 53 174            | 53 383            | 0,4 %                 | 183                  |
| Glasgow, KY        | 52 272            | 53 010            | 1,4 %                 | 188                  |
| Madisonville, KY   | 46 920            | 46 634            | -0,6 %                | 237                  |
| Mount Sterling, KY | 44 396            | 45 500            | 2,5 %                 | 254                  |
| Bardstown, KY      | 43 437            | 44 540            | 2,5 %                 | 267                  |
| Murray, KY         | 37 191            | 37 657            | 1,3 %                 | 342                  |
| Mayfield, KY       | 37 121            | 37 451            | 0,9 %                 | 347                  |
| Middlesborough, KY | 28 691            | 27 885            | -2,8 %                | 446                  |
| Campbellsville, KY | 24 512            | 24 649            | 0,6 %                 | 477                  |
| Maysville, KY      | 17 490            | 17 278            | -1,2 %                | 522                  |
| Union City, TN-KY  | 6 813 (38 620)    | 6 385 (37 516)    | -6,3 % (-2,9 %)       | (344)                |

En 2010, 76,9 % des Kentuckiens résidaient dans une zone à caractère urbain, dont 57,6 % dans une aire métropolitaine et 19,3 % dans une aire micropolitaine.

#### Aires métropolitaines combinées
Le Bureau de la gestion et du budget a également défini sept aires métropolitaines combinées dans ou en partie dans l'État du Kentucky.
| Zone urbaine                                             | Population (2010)     | Population (2013)     | Variation (2010-2013) | Rang national (2013) |
| -------------------------------------------------------- | --------------------- | --------------------- | --------------------- | -------------------- |
| Louisville/Jefferson County-Elizabethtown-Madison, KY-IN | 1 150 866 (1 459 911) | 1 178 169 (1 490 724) | 2,4 % (2,1 %)         | (35)                 |
| Lexington-Fayette-Richmond-Frankfort, KY                 | 687 173               | 708 677               | 3,1 %                 | 68                   |
| Cincinnati-Wilmington-Maysville, OH-KY-IN                | 442 973 (2 174 110)   | 452 066 (2 196 629)   | 2,1 % (1,0 %)         | (28)                 |
| Bowling Green-Glasgow, KY                                | 210 871               | 216 546               | 2,7 %                 | 132                  |
| Paducah-Mayfield, KY-IL                                  | 120 454 (135 883)     | 120 515 (135 588)     | 0,1 % (-0,2 %)        | (148)                |
| Charleston-Huntington-Ashland, WV-OH-KY                  | 86 452 (708 228)      | 85 405 (702 984)      | -1,2 % (-0,7 %)       | (67)                 |
| Martin-Union City, TN-KY                                 | 6 813 (73 641)        | 6 385 (71 966)        | -6,3 % (-2,3 %)       | (164)                |

### Municipalités

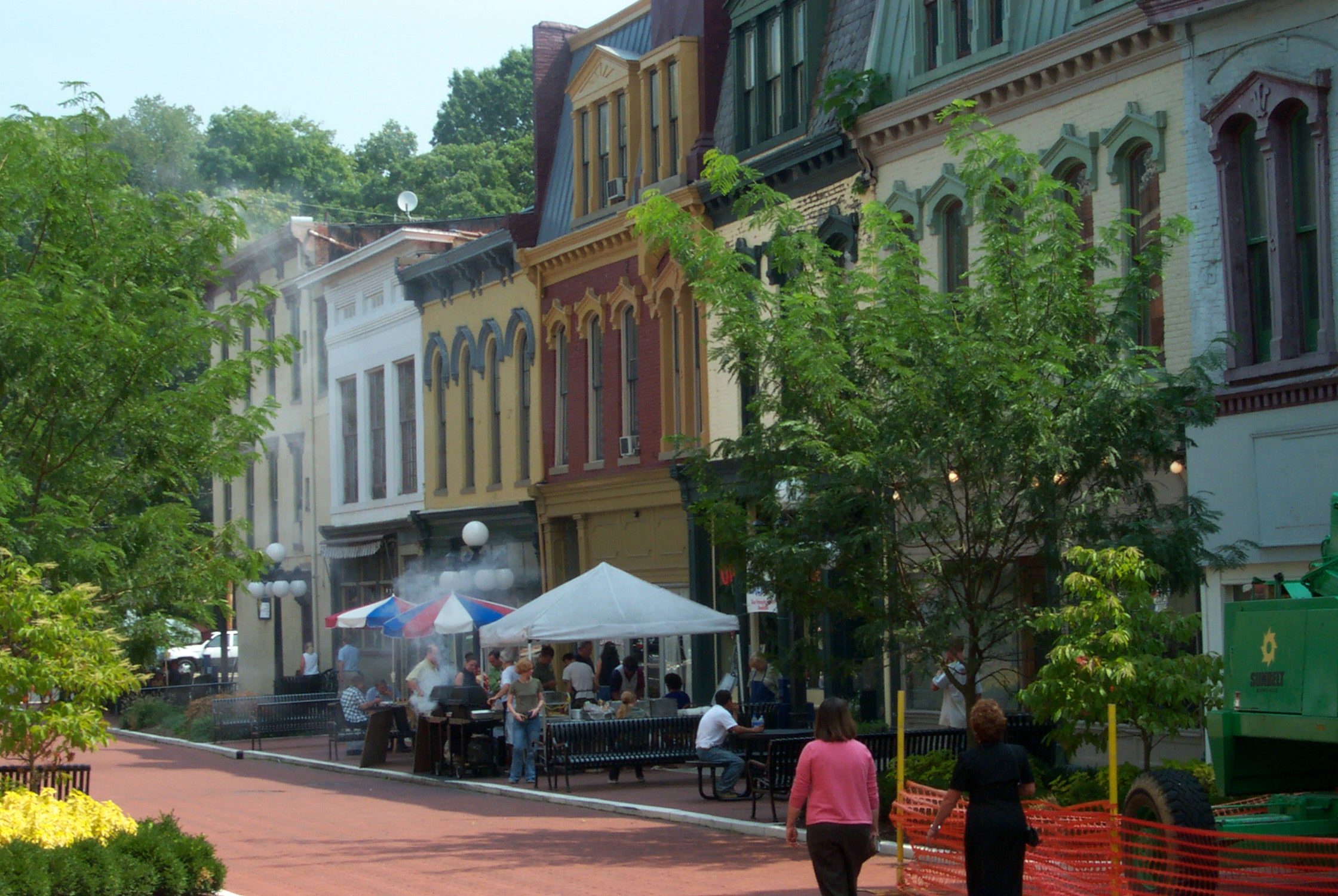
La capitale du Kentucky, Frankfort.

L'État du Kentucky compte 418 municipalités, dont 18 de plus de 20 000 habitants.
| Rang | Municipalité  | Comté     | Population (2010) | Population (2020) | Variation (2010-2020) |
| ---- | ------------- | --------- | ----------------- | ----------------- | --------------------- |
| 1    | Louisville    | Jefferson | 597 337           | 633 045           | 6 %                   |
| 2    | Lexington     | Fayette   | 295 803           | 322 570           | 9 %                   |
| 3    | Bowling Green | Warren    | 58 067            | 72 294            | 24,5 %                |
| 4    | Owensboro     | Daviess   | 57 265            | 60 183            | 5,1 %                 |
| 5    | Covington     | Kenton    | 40 640            | 40 961            | 0,8 %                 |
| 6    | Georgetown    | Scott     | 29 098            | 37 086            | 27,5 %                |
| 7    | Richmond      | Madison   | 31 364            | 34 585            | 10,3 %                |
| 8    | Florence      | Boone     | 29 951            | 31 946            | 6,7 %                 |
| 9    | Elizabethtown | Hardin    | 28 531            | 31 394            | 10 %                  |
| 10   | Hopkinsville  | Christian | 31 577            | 31 180            | -1,3 %                |
| 11   | Nicholasville | Jessamine | 28 015            | 31 093            | 11 %                  |
| 12   | Independence  | Kenton    | 24 757            | 28 676            | 15,8 %                |
| 13   | Frankfort     | Franklin  | 25 527            | 28 602            | 12 %                  |
| 14   | Jeffersontown | Jefferson | 26 595            | 28 474            | 7,1 %                 |
| 15   | Henderson     | Henderson | 28 757            | 27 981            | -2,7 %                |
| 16   | Paducah       | McCracken | 25 024            | 27 137            | 8,4 %                 |
| 17   | Radcliff      | Hardin    | 21 688            | 23 042            | 6,2 %                 |
| 18   | Ashland       | Boyd      | 21 684            | 21 625            | -0,3 %                |

La municipalité de Louisville était la 27e municipalité la plus peuplée des États-Unis en 2020 .

## Démographie

### Population

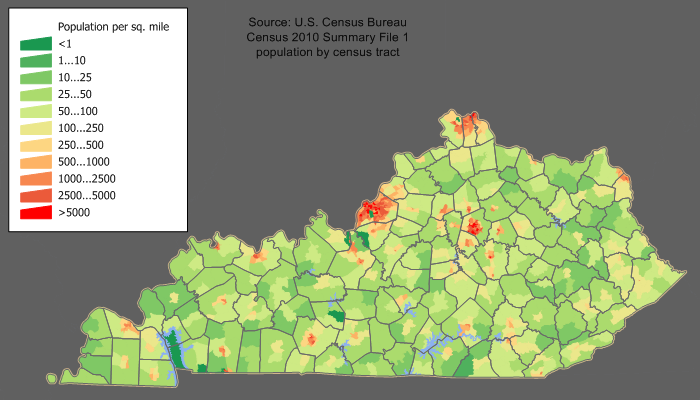
Densités de population en 2010 (en mille carré).

Le Bureau du recensement des États-Unis estime la population de l'État du Kentucky à 4 467 673 habitants au 1er juillet 2019, soit une hausse de 2,96 % depuis le recensement des États-Unis de 2010 qui tablait la population à 4 339 367 habitants. Depuis 2010, l'État connaît la 34e croissance démographique la plus soutenue des États-Unis.
Avec 4 339 367 habitants en 2010, le Kentucky était le 26e État le plus peuplé des États-Unis. Sa population comptait pour 1,41 % de la population du pays. Le centre démographique de l'État était localisé dans le nord-ouest du comté de Washington.
Avec 42,43 hab./km2 en 2010, le Kentucky était le 22e État le plus dense des États-Unis.
Le taux d'urbains était de 58,4 % et celui de ruraux de 41,6 %. L'État comptait le 8e plus fort taux de ruraux du pays.
En 2010, le taux de natalité s'élevait à 12,9 ‰ (12,7 ‰ en 2012) et le taux de mortalité à 9,7 ‰ (10,0 ‰ en 2012). L'indice de fécondité était de 1,97 enfant par femme (1,95 en 2012). Le taux de mortalité infantile s'élevait à 6,8 ‰ (7,1 ‰ en 2012). La population était composée de 23,58 % de personnes de moins de 18 ans, 9,51 % de personnes entre 18 et 24 ans, 26,34 % de personnes entre 25 et 44 ans, 27,24 % de personnes entre 45 et 64 ans et 13,33 % de personnes de 65 ans et plus. L'âge médian était de 38 ans.
Entre 2010 et 2013, l'accroissement de la population (+ 55 938) était le résultat d'une part d'un solde naturel positif (+ 42 283) avec un excédent des naissances (178 854) sur les décès (136 571), et d'autre part d'un solde migratoire positif (+ 14 367) avec un excédent des flux migratoires internationaux (+ 18 342) et un déficit des flux migratoires intérieurs (- 3 975).
Selon des estimations de 2013, 95,9 % des Kentuckiens étaient nés dans un État fédéré, dont 70,1 % dans l'État du Kentucky et 25,8 % dans un autre État (12,6 % dans le Midwest, 8,4 % dans le Sud, 2,6 % dans le Nord-Est, 2,2 % dans l'Ouest), 0,7 % étaient nés dans un territoire non incorporé ou à l'étranger avec au moins un parent américain et 3,4 % étaient nés à l'étranger de parents étrangers (42,0 % en Amérique latine, 32,4 % en Asie, 15,1 % en Europe, 8,5 % en Afrique, 1,9 % en Amérique du Nord, 0,1 % en Océanie). Parmi ces derniers, 37,6 % étaient naturalisés américain et 62,4 % étaient étrangers,.
Selon des estimations de 2012 effectuées par le Pew Hispanic Center, l'État comptait 35 000 immigrés illégaux, soit 0,8 % de la population.

### Composition ethnique et origines ancestrales
Selon le recensement des États-Unis de 2010, la population était composée de 87,79 % de Blancs, 7,78 % de Noirs, 1,73 % de Métis, 1,13 % d'Asiatiques, 0,23 % d'Amérindiens, 0,06 % d'Océaniens et 1,28 % de personnes n'entrant dans aucune de ces catégories.
Les Métis se décomposaient entre ceux revendiquant deux ethnies (1,63 %), principalement de couleur blanche et noire (0,71 %), et ceux revendiquant trois ethnies ou plus (0,10 %).
Les non-Hispaniques représentaient 96,94 % de la population avec 86,32 % de Blancs, 7,68 % de Noirs, 1,48 % de Métis, 1,11 % d'Asiatiques, 0,20 % d'Amérindiens, 0,05 % d'Océaniens et 0,11 % de personnes n'entrant dans aucune de ces catégories, tandis que les Hispaniques comptaient pour 3,06 % de la population, principalement des personnes originaires du Mexique (1,89 %).
En 2010, le Kentucky avait la 10e plus forte proportion de Blancs et la 8e plus forte proportion de Blancs non hispaniques des États-Unis. A contrario, l'État avait la 4e plus faible proportion d'Amérindiens après la Virginie-Occidentale (0,20 %), la Pennsylvanie (0,21 %) et l'Ohio (0,22 %) ainsi que les 9e plus faibles proportions d'Hispaniques et d'Asiatiques des États-Unis.
|                                         | 1940  | 1950  | 1960  | 1970  | 1980  | 1990  | 2000  | 2010  |
| --------------------------------------- | ----- | ----- | ----- | ----- | ----- | ----- | ----- | ----- |
| Blancs                                  | 92,47 | 93,12 | 92,82 | 92,64 | 92,30 | 92,04 | 90,08 | 87,79 |
| ———Non hispaniques                      |       |       |       |       | 91,74 | 91,66 | 89,27 | 86,32 |
| Noirs                                   | 7,52  | 6,86  | 7,11  | 7,17  | 7,09  | 7,13  | 7,32  | 7,78  |
| ———Non hispaniques                      |       |       |       |       |       |       | 7,27  | 7,68  |
| Asiatiques (et Océaniens jusqu'en 1990) | 0,00  | 0,02  | 0,04  | 0,09  | 0,27  | 0,48  | 0,74  | 1,13  |
| ———Non hispaniques                      |       |       |       |       |       |       | 0,73  | 1,11  |
| Autres                                  | 0,00  | 0,01  | 0,03  | 0,10  | 0,34  | 0,35  | 1,86  | 3,30  |
| ———Non hispaniques                      |       |       |       |       |       |       | 1,25  | 1,83  |
| Hispaniques (toutes ethnies confondues) |       |       |       |       | 0,75  | 0,60  | 1,48  | 3,06  |

En 2013, le Bureau du recensement des États-Unis estime la part des non hispaniques à 96,7 %, dont 85,7 % de Blancs, 7,9 % de Noirs, 1,7 % de Métis et 1,2 % d'Asiatiques, et celle des Hispaniques à 3,3 %.
En 2000, les Kentuckiens s'identifiaient principalement comme étant d'origine américaine (20,9 %), allemande (12,7 %), irlandaise (10,5 %) et anglaise (9,7 %).
En 2000, l'État avait la plus forte proportion de personnes d'origine américaine.
L'État abrite la 32e communauté juive des États-Unis. Selon le North American Jewish Data Bank, l'État comptait 11 300 Juifs en 2013 (10 745 en 1971), soit 0,3 % de la population. Ils se concentraient principalement dans les agglomérations de Louisville/Jefferson County (8 300) et Lexington-Fayette (2 400).
Les Amérindiens s'identifiaient principalement comme étant Cherokees (27,5 %) et Amérindiens du Mexique (4,6 %).
Les Hispaniques étaient principalement originaires du Mexique (61,8 %), de Porto Rico (8,6 %), de Cuba (7,0 %) et du Guatemala (3,9 %). Composée à 48,1 % de Blancs, 8,4 % de Métis, 3,3 % de Noirs, 1,1 % d'Amérindiens, 0,4 % d'Asiatiques, 0,3 % d'Océaniens et 38,3 % de personnes n'entrant dans aucune de ces catégories, la population hispanique représentait 17,1 % des Océaniens, 14,8 % des Métis, 14,6 % des Amérindiens, 1,7 % des Blancs, 1,3 % des Noirs, 1,2 % des Asiatiques et 91,7 % des personnes n'entrant dans aucune de ces catégories.
L'État avait la 8e plus forte proportion de personnes originaires de Cuba (0,21 %).
Les Asiatiques s'identifiaient principalement comme étant Indiens (25,5 %), Chinois (18,5 %), Philippins (10,6 %), Viêts (10,3 %), Coréens (10,0 %) et Japonais (8,4 %) (mais en fait, pas vraiment puisque les Indiens ne s'identifient pas comme étant asiatiques, mais comme étant des indiens, et plus généralement comme étant des Indous, les amérindiens ne s'identifient pas non plus comme des asiatiques généralement (alors que la plupart des études scientifiques pluridisciplinaires vont dans ce sens).  Notons donc qu'il peut y avoir une grande différence entre se considérer comme et être effectivement des... 
Les Métis se décomposaient entre ceux revendiquant deux ethnies (94,1 %), principalement blanche et noire (41,2 %), blanche et amérindienne (21,5 %), blanche et asiatique (12,3 %) et blanche et autre (9,6 %), et ceux revendiquant trois ethnies ou plus (5,9 %).

### Religions
| Religion                    | Kentucky | États-Unis |
| --------------------------- | -------- | ---------- |
| Protestantisme évangélique  | 49       | 25,4       |
| Non affiliés                | 14       | 15,8       |
| Protestantisme traditionnel | 11       | 14,7       |
| Catholicisme                | 10       | 20,8       |
| Église noire                | 5        | 6,5        |
| Agnosticisme                | 4        | 4,0        |
| Athéisme                    | 4        | 3,1        |
| Autres                      | 3        | 9,7        |

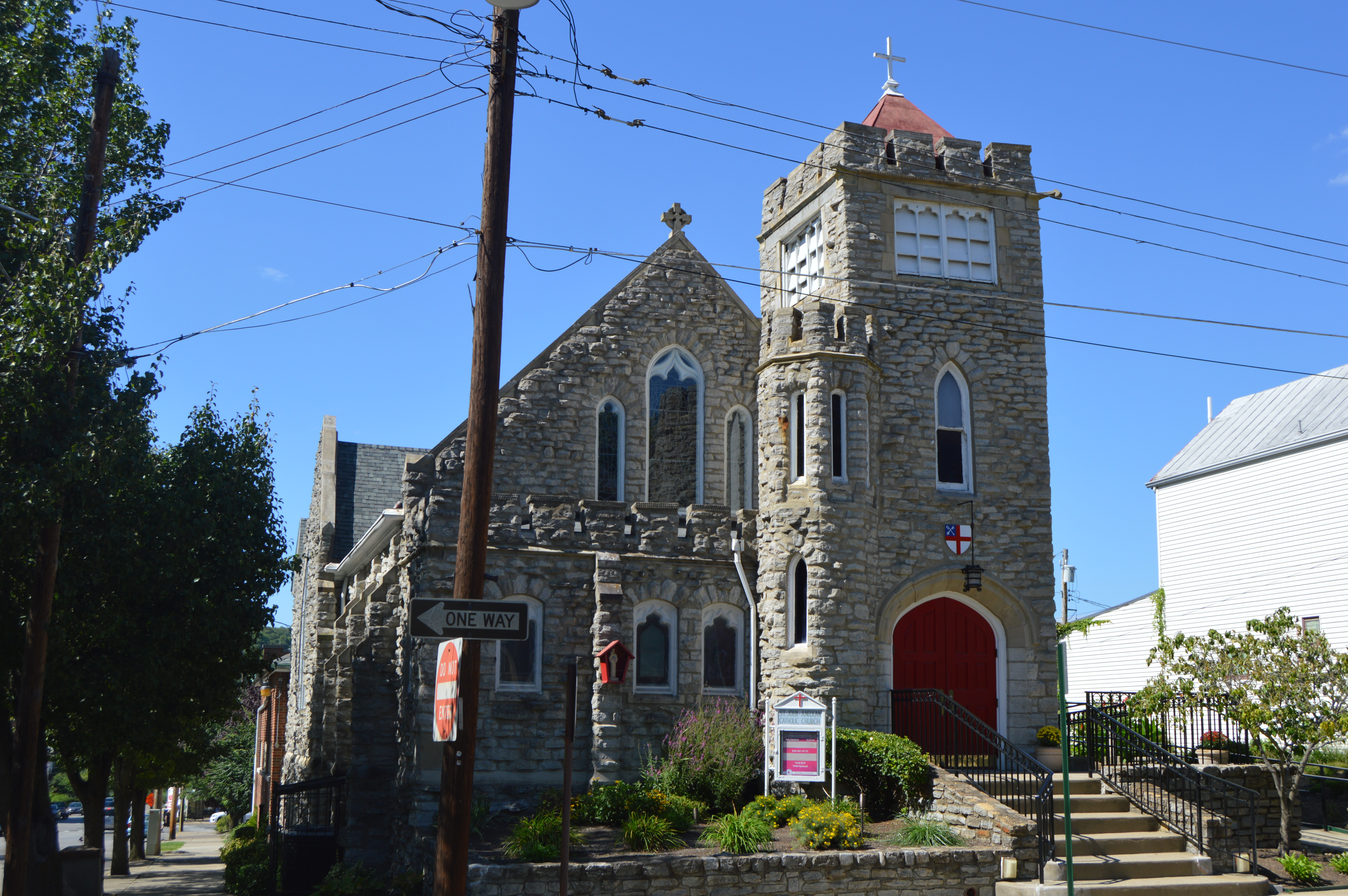
L'église anglicane catholique de St. John's située à Dayton.

Selon l'institut de sondage The Gallup Organization, en 2015, 47 % des habitants du Kentucky se considèrent comme « très religieux » (40 % au niveau national), 31 % comme « modérément religieux » (29 % au niveau national) et 23 % comme « non religieux » (31 % au niveau national).

### Langues
Selon l'American Community Survey, en 2010 95,44 % de la population âgée de plus de 5 ans déclare parler l'anglais à la maison, 2,39 % déclare parler l'espagnol et 2,17 % une autre langue.

## Politique
| Exécutif de l'État | Exécutif de l'État | Exécutif de l'État      | Exécutif de l'État      | Exécutif de l'État | Exécutif de l'État | Exécutif de l'État | Exécutif de l'État | Exécutif de l'État | Exécutif de l'État | Exécutif de l'État | Exécutif de l'État | Exécutif de l'État          | Exécutif de l'État          | Législature d'État        | Législature d'État | Congrès                   | Congrès |
| Gouverneur         | Gouverneur         | Lieutenante-gouverneure | Lieutenante-gouverneure | Secrétaire d'État  | Secrétaire d'État  | Procureur général  | Procureur général  | Trésorier          | Trésorier          | Auditeur           | Auditeur           | Commissaire à l'Agriculture | Commissaire à l'Agriculture | Chambre des représentants | Sénat              | Chambre des représentants | Sénat   |
| ------------------ | ------------------ | ----------------------- | ----------------------- | ------------------ | ------------------ | ------------------ | ------------------ | ------------------ | ------------------ | ------------------ | ------------------ | --------------------------- | --------------------------- | ------------------------- | ------------------ | ------------------------- | ------- |
|                    | Andy Beshear (D)   |                         | Jacqueline Coleman (D)  |                    | Michael Adams (R)  |                    | Daniel Cameron (R) |                    | Allison Ball (R)   |                    | Mike Harmon (R)    |                             | Ryan Quarles (R)            | R : 61, D : 39            | R : 28, D : 9      | R : 5, D : 1              | R : 2   |

Le Kentucky est l'un des quatre États (sur 50) à porter le titre de Commonwealth.
Le Kentucky est un État de tradition démocrate, du moins au niveau local. En 2006, 57,05 % des électeurs de l'État étaient enregistrés comme démocrates contre 36,55 % de républicains. Au niveau national, l’État penche cependant davantage pour les républicains.

### Élections présidentielles
| Année | Républicains      | Démocrates      |
| ----- | ----------------- | --------------- |
| 1960  | 53,59 % 602 607   | 46,41 % 521 855 |
| 1964  | 35,65 % 372 977   | 64,01 % 669 659 |
| 1968  | 43,79 % 462 411   | 37,65 % 397 541 |
| 1972  | 63,37 % 676 446   | 34,77 % 371 159 |
| 1976  | 45,57 % 531 852   | 52,75 % 615 717 |
| 1980  | 49,07 % 635 274   | 47,61 % 616 417 |
| 1984  | 60,04 % 822 782   | 39,37 % 539 589 |
| 1988  | 55,52 % 734 281   | 43,88 % 580 368 |
| 1992  | 41,34 % 617 178   | 44,55 % 665 104 |
| 1996  | 44,88 % 623 283   | 45,84 % 636 614 |
| 2000  | 56,50 % 872 492   | 41,37 % 638 898 |
| 2004  | 59,55 % 1 069 439 | 39,69 % 712 733 |
| 2008  | 57,37 % 1 048 462 | 41,15 % 751 985 |
| 2012  | 60,51 % 1 087 136 | 37.81 % 679 357 |
| 2016  | 62.54% 1 202 942  | 32.69% 628 834  |
| 2020  | 62.09 % 1 326 646 | 36.15 % 772 474 |
| 2024  | 64,55 % 1 326 230 | 33,86 % 700 921 |

Après avoir apporté avec constance ses voix aux candidats du parti Whig dans les années 1840, le Kentucky s'est tourné vers les démocrates avec autant de constance jusqu'en 1896, à l'exception de l'année 1860 où les électeurs votèrent pour John Bell, le candidat de l'Union constitutionnelle (le républicain Abraham Lincoln n'obtint que 0,93 % des voix, arrivant en quatrième position derrière les deux candidats démocrates John Cabell Breckinridge et Stephen A. Douglas).
William McKinley fut le premier candidat républicain à s'imposer (de justesse) dans le Kentucky en 1896, Calvin Coolidge le second à réitérer cette performance en 1924 et Herbert Hoover le troisième en 1928.
Après une nouvelle domination démocrate d'une vingtaine d'années, Dwight D. Eisenhower en 1956 est le quatrième républicain en un siècle à remporter le Kentucky lors d'une élection présidentielle.
En 1960, Richard Nixon est le premier candidat républicain battu au niveau national à cependant remporter le Kentucky avec 53,59 % des voix. De 1964 à 2004, le Kentucky a systématiquement apporté les voix de ses grands électeurs au candidat déclaré vainqueur à l'échelon national. Chaque fois qu'il a apporté ses voix aux candidats démocrates, c'était en faveur de candidats issus d'États du Sud : Lyndon B. Johnson en 1964, Jimmy Carter en 1976 et Bill Clinton en 1992 et 1996. Cette série victorieuse s'est cependant interrompue en 2008 avec la victoire du républicain John McCain (58 % dans le Kentucky) contre le démocrate Barack Obama, élu au niveau national. Depuis les élections de 2000, le Kentucky semble d'ailleurs être devenu une place forte du parti républicain.
En 2016, la tendance se maintient : le candidat républicain, Donald Trump, obtient 62,5 % des voix. Hillary Clinton, son adversaire démocrate, obtient 32,7 % des votes.

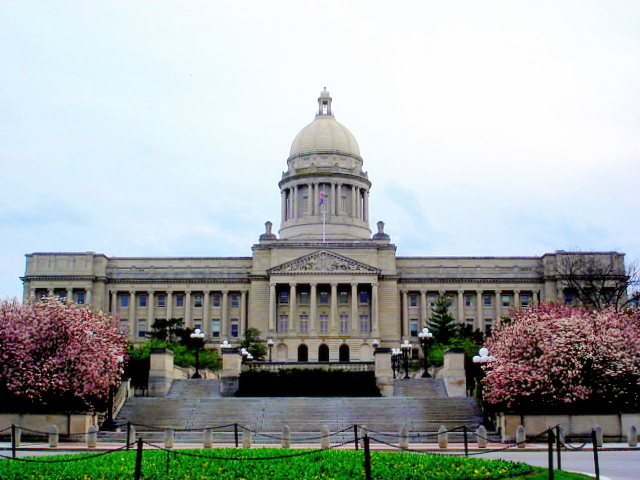
Le capitole du Kentucky.

### Administration locale

#### Gouverneur (pouvoir exécutif)
Au niveau local, depuis 2020, le gouverneur du Kentucky est Andy Beshear, membre du Parti démocrate, et le lieutenant-gouverneur est la démocrate Jacqueline Coleman. Le procureur général est depuis 2020 le républicain Daniel Cameron.
Le secrétaire d'État le républicain Michael Adams depuis 2020.

#### Législature (pouvoir législatif)
Lors de la législature allant de 2017 à 2019, la Chambre des représentants de l'État est dominée par 64 républicains contre 36 démocrates tandis qu'au Sénat du Kentucky, une majorité de 27 républicains font face à 11 démocrates.

#### Pouvoir judiciaire

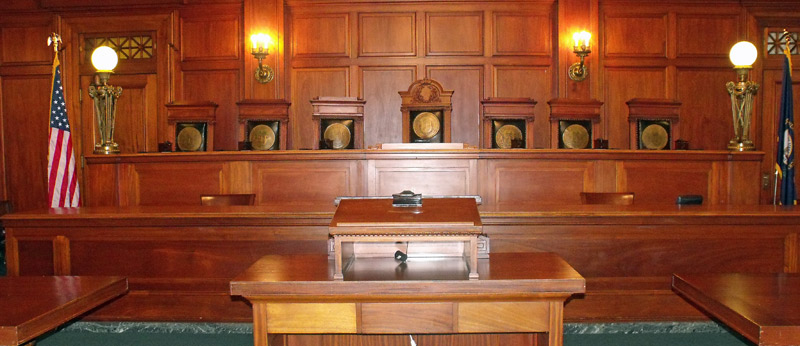
La Cour suprême du Kentucky.

Le pouvoir judiciaire de l'État se nomme Kentucky Court of Justice. Il est formé des tribunaux suivants :
- Cour suprême du Kentucky
- Cour d'appel du Kentucky
- Circuit Court Family
- Court District Court
- Circuit Court Clerks

### Représentation fédérale
Au niveau fédéral, l'État penche pour les républicains. Lors de la législature 2011-2013, la délégation du Kentucky au Congrès des États-Unis est composée de deux sénateurs républicains (Mitch McConnell et Rand Paul), de quatre représentants républicains et de deux représentants démocrates. Rand Paul fut notamment en novembre 2010 le premier candidat élu au Sénat des États-Unis avec le soutien actif du mouvement des Tea Party.

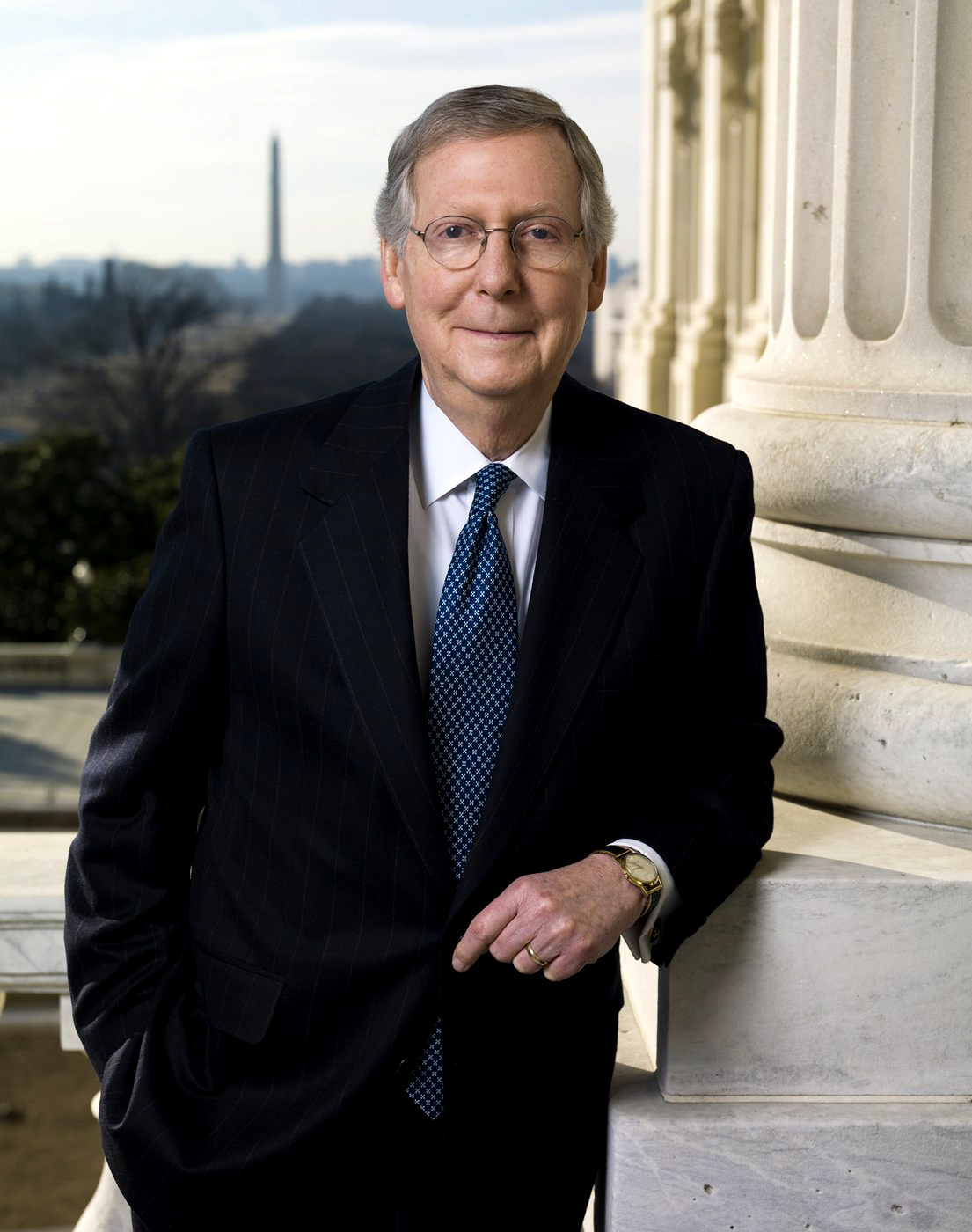
Mitch McConnell, sénateur depuis 1985.
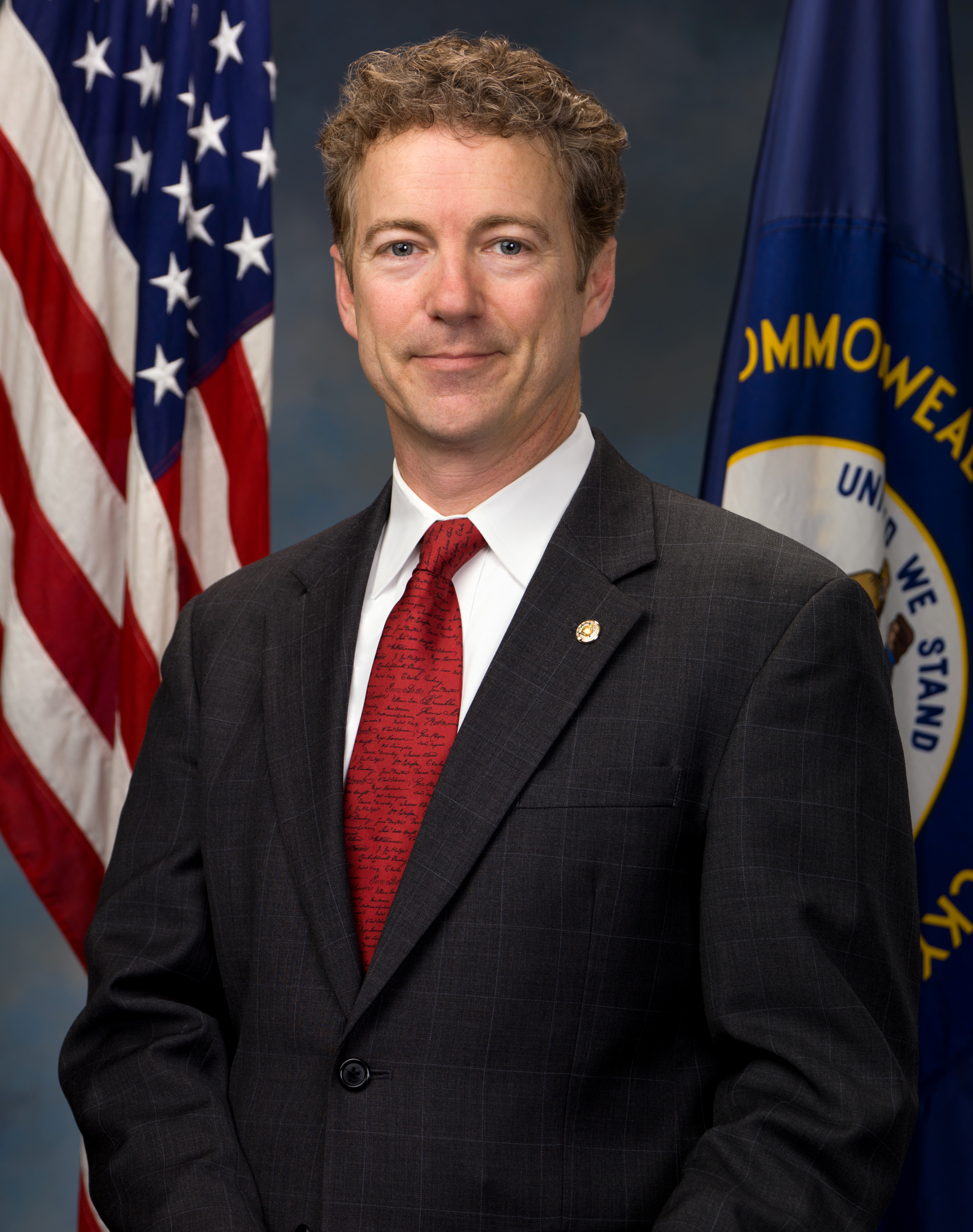
Rand Paul, sénateur depuis 2011.

## Économie
Le revenu par habitant est sensiblement en dessous de la moyenne nationale. Son agriculture est relativement importante. Ses chevaux sont particulièrement renommés. Le Kentucky Derby est une des courses hippiques les plus connues dans le monde et a lieu le premier samedi de mai à Louisville.
Le Kentucky est célèbre pour ses distilleries de bourbon.
L'État dispose en outre de grandes mines de charbon.
L'industrie automobile a un rôle non négligeable : une usine General Motors qui assemble les voitures Corvette se situe à Bowling Green ; et deux usines Ford se situent dans l'agglomération de Louisville. Le Kentucky a aussi une grande usine de la marque Toyota dans la ville de Georgetown située à quelques kilomètres de Lexington. À Georgetown se trouvent également des fonderies qui fabriquent des pièces automobiles ; quant à Lexington avec le rayonnement de son université, elle attire des entreprises comme Amazon ou Ups, ou encore l'hôpital Nothern Kentucky.
L'État se signale en matière d'emplois en Amérique, étant considéré comme l'une des régions le plus prospères des États-Unis par le nombre des succursales de compagnies qui s'y trouvent, tel Amazon avec un grand hub de 2000 personnes sans compter les autres entrepôts d'Amazon qui offrent aussi une dizaine de milliers d'emplois aux habitants du Nord Kentucky, du Sud Indiana et de l'Ohio. Dhl aussi a un petit aéroport hub dans la région qui connaît un boum migratoire.

### Budget
Pour la période 2016-2018 le budget du Kentucky est estimé à 21 milliards de dollars. Ce budget réduit les dépenses du gouvernement en récupérant plus de 1,2 milliard de dollars pour combler le déficit cumulé de 36 milliards de dollars des systèmes de retraite des enseignants et des fonctionnaires,.

## Santé
Le Kentucky est l’État américain qui compte le plus haut taux d'enfants diagnostiqués hyperactifs : 14,5 %. Un sur dix est sous médicaments. Dans certains comtés, un quart des enfants scolarisés ont déclaré un diagnostic de trouble du déficit de l'attention avec ou sans hyperactivité, ce qui place cet État au premier rang mondial de la médicalisation des enfants inattentifs. La pharmacologue Jesse Dune relève que « le Kentucky est un État très conservateur ; on ne parle jamais des émotions, des sentiments des enfants. On préfère leur donner un comprimé, c'est plus facile. En Californie, c'est l'inverse, être créatif et hyperactif ne vous vaut pas d’être suspect. Ici, c'est un trouble largement surdiagnostiqué. ».

### Budget de la santé
Pour la période 2016-2018, le budget du Kentucky consacre à la santé en termes de fonds général un montant de 2,5 milliards de dollars pour 2017 et de 2,7 milliards de dollars pour 2018,.

### Avortement
Le Kentucky ne compte qu'une seule clinique disposée à pratiquer des avortements, qui est régulièrement ciblée par des personnes déterminées à faire complètement cesser cette pratique dans l’État. Le gouverneur du Kentucky Matt Bevin, en fonction de 2015 à 2019, se déclare lui-même « pro-vie assumé » et veut écarter toutes les mesures qui faciliteraient l’avortement.

### Interdiction aux mineurs de l’accès aux soins de transition sexuelle
En raison notamment du contexte créé par la Fusillade de Nashville en mars 2023ainsi qu'une transphobie régante,,, cet État a voté un texte à 76 voix contre 23 en interdisant aux mineurs l’accès aux soins de transition sexuelle. Dans le détail, le texte « interdit la chirurgie, les bloqueurs de puberté et la thérapie hormonale pour les enfants de moins de 18 ans ». La loi oblige en outre les médecins à mettre fin au traitement de patients mineurs ayant déjà entamé un parcours de transition, autorisant simplement les médecins à définir un arrêt progressif si ces derniers estiment qu’il existe un risque de « porter atteinte » au mineur.
L'autre parti du texte majeur de la loi concerne le milieu scolaire, devenu l’un des champs de bataille idéologique favoris des Républicains. Le texte interdit ainsi aux personnes transgenres d’utiliser les toilettes correspondant à leur genre, autorise les professeurs à refuser d’utiliser les pronoms préférés des personnes transgenres et oblige les établissements scolaires à notifier les parents lorsque des questions de sexualité humaine vont être abordées. La loi bannit totalement toute mention de l’orientation sexuelle ou de l’identité de genre, quel que soit l’âge des élèves. Le texte a provoqué en réaction l'arrestation de plusieurs personnes ayant manifestées contre ce texte.

## Éducation
Les écoles des régions rurales du Kentucky sont soumises depuis le milieu des années 2010 à de fortes pressions conservatrices. Dorénavant, par endroits, des livres sont bannis, les enseignements censurés, et des enseignants font l'objet de dénonciation s'ils évoquent l’esclavage, l’égalité raciale ou les minorités sexuelles. La composition des conseils d’école est aussi devenue un enjeu politique, les groupes conservateurs organisant des stratégies de conquête.

## Culture

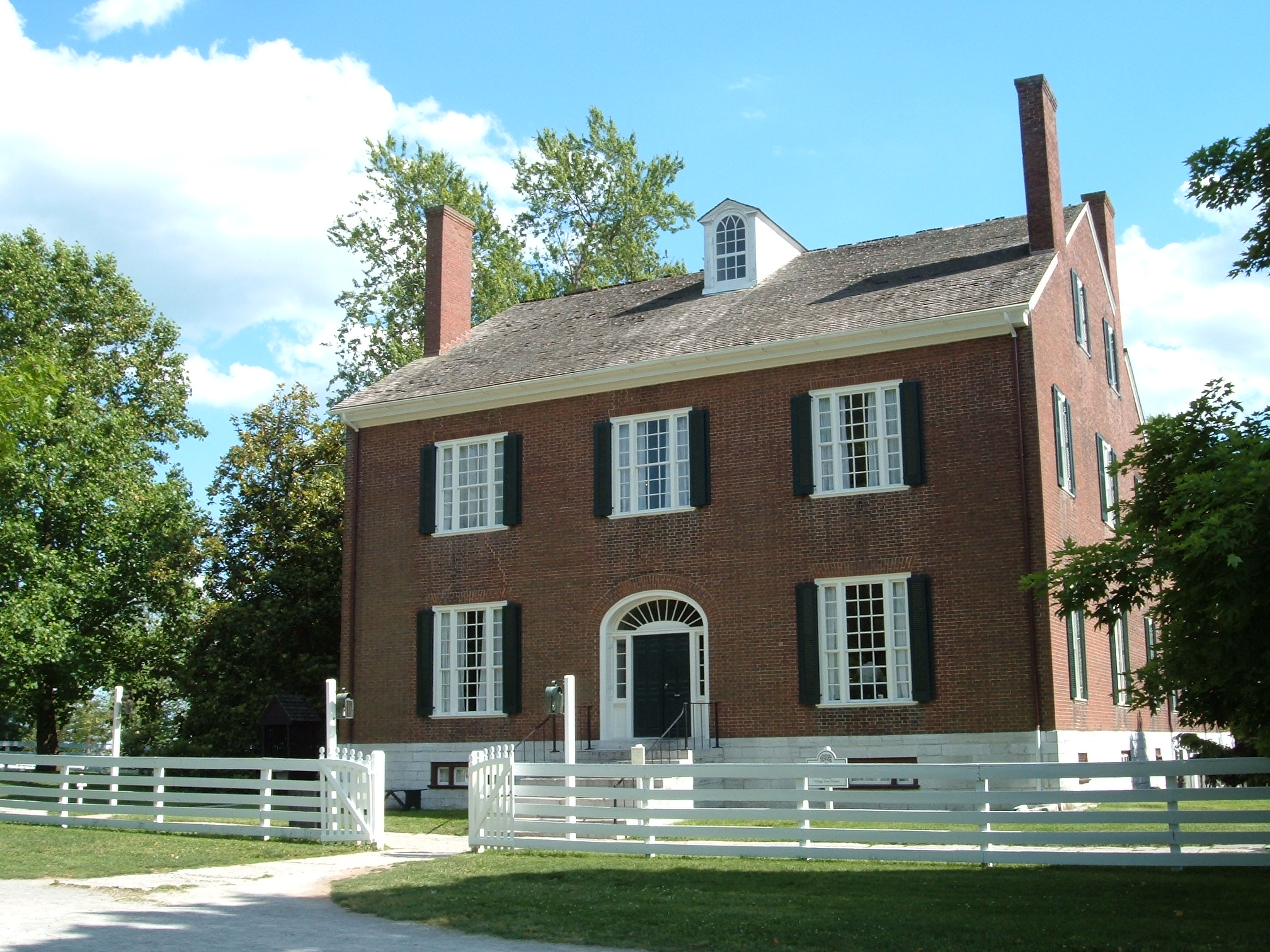
La Trustees House à Pleasant Hill.

- La musique bluegrass : voir par exemple le groupe Bill Monroe and His Blue Grass Boys et leur chanson Blue Moon of Kentucky. Cette chanson fut reprise par Elvis Presley qui écrivit également la chanson Kentucky Rain.
- Pleasant Hill, où était installée une unité de la secte des Shakers.
- Cumberland Falls est l'un des rares endroits de l'hémisphère nord où un arc-en-ciel lunaire est observable, par pleine lune
- Le Kentucky est considéré comme le berceau du whisky américain, en particulier dans le comté de Bourbon. Des migrants écossais et irlandais s'installèrent dans l'État au début du XIXe siècle[49]. Aujourd'hui, il existe une route touristique sur le thème du whisky appelée Bourbon Trail.
- La série Justified se déroule dans cet État (dans le comté de Harlan).
- Le Kentucky est l'État classé numéro un dans la Liste des États américains par possession d'armes à feu avec 134 armes pour 100 habitants.

## Sports
Équipes professionnelles
- Louisville City Football Club (USL)
- Racing Louisville Football Club (National Women's Soccer League)
- Bats de Louisville (Ligue internationale)
- Counter Clocks de Lexington (en) (Atlantic League of Professional Baseball)
- Y'alls de Florence (en) (Ligue Frontière)

Équipes universitaires
- Cardinals de Louisville (Atlantic Coast Conference)
- Wildcats du Kentucky (Southeastern Conference)
- Hilltoppers de Western Kentucky (Conference USA)